# قرار مجلس الأمن التابع للأمم المتحدة رقم 43
قرار مجلس الأمن الدولي رقم 43، الذي اعتمد بالإجماع في 1 أبريل عام 1948، يلاحظ تزايد العنف والاضطراب في فلسطين، يدعو الوكالة اليهودية لفلسطين واللجنة العربية العليا إلى وضع ممثلين عنهما تحت تصرف مجلس الأمن، من أجل ترتيب هدنة. كما يدعو المجموعات المسلحة العربية واليهودية، في فلسطين إلى إيقاف أعمال العنف فوراً.